# Ordino-Arcalis
Ordino-Arcalis is een skistation in de Pyreneeën. Het maakt onderdeel uit van het wintersportgebied Vallnord.
Ordino-Arcalis ligt in Andorra.

## Wielrennen
Ordino-Arcalis was al meermaals aankomstplaats in de Ronde van Frankrijk en de Ronde van Spanje.
Als eerste boven op de col waren in de Ronde van Frankrijk:
- 1997:  Jan Ullrich
- 2009:  Brice Feillu
- 2016:  Tom Dumoulin

Als eerste boven op de col waren in de Ronde van Spanje:
- 2000:  Félix Cárdenas
- 2001:  José María Jiménez
- 2005:  Francisco Mancebo
- 2007:  Denis Menchov